# عبدالله دادور
عبدالله دادور (زادهٔ ۱۲۷۳ در تهران – درگذشتهٔ ۲۵ دی ۱۳۵۵ در تهران) موسیقی‌دان و نوازندهٔ سه‌تار اهل ایران بود.

## زندگی هنری
عبدالله دادور (قوام السلطان)، فرزند «میرزا علی‌خان قوام‌السلطان» در سال ۱۲۷۳ ه‍. خ در تهران متولد شد. پدرش اهل علم و ادب بود و با هنرمندان دوستی داشت. به همین سبب از کودکی به موسیقی گرایش پیدا کرد و به نواخته‌های هنرمندانی نظیر میرزا عبدالله فراهانی توجه می‌کرد. او از ۱۷ سالگی نزد درویش خان، نواختن سه‌تار را فرا گرفت. مدتی نیز از آموزش‌های مهدی صلحی (منتظم الحکما) بهره برد.
وی تحصیلات خود را در مدرسهٔ دارالفنون به پایان برد، سپس در مدرسهٔ سن‌لوئی، زبان فرانسوی آموخت. عبدالله دادور مدتی نیز نزد «حاجی‌خان»، اصول ضرب را آموزش دید. او غیر از سه‌تار به نواختن پیانو نیز آشنایی داشت. وی در اداره‌های گمرک، دارایی و وزارت جنگ به فعالیت مشغول بود و از اعضای مؤسس انجمن موسیقی ملی بود. از او به عنوان یکی از بهترین شاگردان درویش خان یاد کرده‌اند.
از آثار او می‌توان به تعدادی صفحهٔ گرامافون، همراهی (تار) با آواز پروانه، ضبط‌های خصوصی و تک‌نوازی سه‌تار (سال‌های دهه ۱۳۳۰) اشاره نمود. در سال ۱۳۷۹ در آلبوم موسیقی «صد سال سه‌تار» قطعه‌ای از آثار عبدالله دادور منتشر شد.

## درگذشت
عبدالله دادور، در ۲۵ دی سال ۱۳۵۵ در تهران درگذشت.